# العلاقات الإثيوبية الإيرانية
العلاقات الإثيوبية الإيرانية هي العلاقات الثنائية التي تجمع بين إثيوبيا وإيران.

## مقارنة بين البلدين
هذه مقارنة عامة ومرجعية للدولتين:
| وجه المقارنة                                              | إثيوبيا                        | إيران                    |
| --------------------------------------------------------- | ------------------------------ | ------------------------ |
| المساحة (كم2)                                             | 1.10 مليون                     | 1.65 مليون               |
| عدد السكان (نسمة)                                         | 104.96 مليون                   | 79.97 مليون              |
| الكثافة السكانية (ن./كم²)                                 | 95.42                          | 48.47                    |
| العاصمة                                                   | أديس أبابا                     | طهران                    |
| اللغة الرسمية                                             | اللغة الأمهرية                 | لغة فارسية               |
| العملة                                                    | بير إثيوبي                     | ريال إيراني              |
| الناتج المحلي الإجمالي (بليون دولار)                      | 80.56 مليار                    | 439.51 مليار             |
| الناتج المحلي الإجمالي (تعادل القوة الشرائية) بليون دولار | 161.90 مليار                   | 1.36 تريليون             |
| الناتج المحلي الإجمالي الاسمي للفرد دولار أمريكي          | 619                            |                          |
| الناتج المحلي الإجمالي للفرد دولار أمريكي                 | 1.50 ألف                       |                          |
| مؤشر التنمية البشرية                                      | 0.442                          | 0.766                    |
| رمز المكالمات الدولي                                      | +251                           | +98                      |
| رمز الإنترنت                                              | .et                            | .ir،                     |
| المنطقة الزمنية                                           | ت ع م+03:00، توقيت شرق أفريقيا | ت ع م+03:30، توقيت إيران |

## منظمات دولية مشتركة
يشترك البلدان في عضوية مجموعة من المنظمات الدولية، منها:
| علم المنظمة | اسم المنظمة                                                | تاريخ انضمام إثيوبيا | تاريخ انضمام إيران |
| ----------- | ---------------------------------------------------------- | -------------------- | ------------------ |
|             | الاتحاد البريدي العالمي                                    | ?                    | ?                  |
|             | مؤسسة التنمية الدولية                                      | 11 أبريل 1961        | 10 أكتوبر 1960     |
|             | منظمة حظر الأسلحة الكيميائية                               | ?                    | ?                  |
|             | الأمم المتحدة                                              | 13 نوفمبر 1945       | 24 أكتوبر 1945     |
|             | وكالة ضمان الاستثمار متعدد الأطراف                         | 13 أغسطس 1991        | 15 ديسمبر 2003     |
|             | منظمة الشرطة الجنائية الدولية                              | ?                    | ?                  |
|             | مؤسسة التمويل الدولية                                      | 20 يوليو 1956        | 28 ديسمبر 1956     |
|             | البنك الدولي للإنشاء والتعمير                              | 27 ديسمبر 1945       | 29 ديسمبر 1945     |
|             | العملية المشتركة للاتحاد الأفريقي والأمم المتحدة في دارفور | ?                    | ?                  |
|             | الفريق المعني برصد الأرض                                   | ?                    | ?                  |
|             | يونسكو                                                     | 1 يوليو 1955         | 6 سبتمبر 1948      |

## وصلات خارجية
- موقع وزارة الخارجية الإثيوبية
- موقع وزارة الخارجية الإيرانية